# Cloreto de actínio(III)

Cloreto de actínio(III) é o composto de fórmula química AcCl3.

## Referência
1. Dale L. Perry: Handbook of Inorganic Compounds, Second Edition. CRC Press, 2011, S. 1 (eingeschränkte Vorschau in der Google-Buchsuche).

Esta categoria reúne artigos sobre  Actínio.